# Cinematic
Cinematic — второй сольный альбом певицы и солистки группы «Винтаж» Анны Плетнёвой, выпущенный 6 декабря 2019 года.

## Об альбоме
Альбом Cinematic записан в сотрудничестве с Алексеем Романофф и Elgo. Альбом был выпущен под лейблом Velvet Music, в него вошло 13 песен плюс вступительный трек. В их числе песня «Огромное сердце», созданная при участии Ромы Кенги.
В качестве первого сингла из альбома была выпущена песня «Интуиция», дуэт с ChinKong, на неё был выпущен видеоклип, который снял Сергей Ткаченко. Вторым синглом стала песня «Буду», вышел 28 ноября 2019 года на песню был выпущен клип, который снял Денис Шкедов. Спустя 3-4 года третьим синглом из альбома стала песня «Магия» был выпущен клип на эту песню 5 июня 2023 года. 

«Мое кино уже началось, а ваше?.. Когда я слушаю этот альбом, меня накрывает вселенское чувство безответственности и противостояния со здравым смыслом… Хотите это испытать?.. Слушайте Cinematic… А если вам не понравится, я верну вам деньги!».— Анна Плетнёва

## История релиза
| Регион | Дата      | Формат               | Лейбл        |
| ------ | --------- | -------------------- | ------------ |
| Россия | 6 декабря | Цифровая дистрибуция | Velvet Music |
| Россия | 6 марта   | CD                   | Velvet Music |

## Список композиций
| №                   | Название                    | Длительность |
| ------------------- | --------------------------- | ------------ |
| 1.                  | «Intro»                     | 1:00         |
| 2.                  | «Буду»                      | 2:56         |
| 3.                  | «Королева мейнстрима»       | 3:30         |
| 4.                  | «Мантра»                    | 3:56         |
| 5.                  | «В мире животных»           | 3:38         |
| 6.                  | «Магия»                     | 3:54         |
| 7.                  | «Король ночи»               | 3:28         |
| 8.                  | «#YVP (Я все прощаю)»       | 3:09         |
| 9.                  | «Интуиция»                  | 3:13         |
| 10.                 | «Огромное сердце»           | 4:13         |
| 11.                 | «Алиса бум»                 | 3:13         |
| 12.                 | «Авария»                    | 3:44         |
| 13.                 | «Cinema»                    | 3:28         |
| 14.                 | «Интуиция» (feat. ChinKong) | 3:14         |
| Общая длительность: | Общая длительность:         | 44:36        |

## Видеоклипы
1. «Интуиция» (2019)[4] — реж. Сергей Ткаченко
2. «Буду» (2019)[5] — реж. Денис Шкедов
3. «Магия» (2023)[6] — реж. Анна Плетнёва, Сергей Виноградов